# Жити своїм життям
«Жити своїм життям» (фр. Vivre sa vie: Film en douze tableaux) — художній фільм французького режисера Жана-Люка Годара, знятий у 1962 році.

## Опис 12 сцен
Кожна сцена відділяється від попередньої відповідною заставкою на екрані.
- Сцена перша: Бістро — Нана хоче покинути Поля — Пінбол
- Сцена друга: Магазин платівок — 2000 франків — Нана живе своїм життям
- Сцена третя: Консьєрж — Пристрасть Жанни д'Арк — Журналіст
- Сцена четверта: Поліція — Нані ставлять питання
- Сцена п'ята: На бульварі — Перший чоловік — Готельний номер
- Сцена шоста: Івет — Кафе у передмісті — Рауль — Постріл
- Сцена сьома: Лист — Знову Рауль — Єлисейські Поля
- Сцена восьма: Полудні — Гроші — Раковина — Задоволення — Готелі
- Сцена дев'ята: Молодик — Нану цікавить чи вона щаслива
- Сцена десята: Тротуар — Чоловік — Ніякої радості в щасті
- Сцена одинадцята: Площа Шатле — Незнайомець — Нана розмірковує над життям
- Сцена дванадцята: Знову молодик — Овальний портрет — Рауль продає Нану

## Сюжет
Фільм складається з 12 сцен і розповідає про молоду парижанку Нану. Вона хоче жити своїм життям, прагне незалежності і свободи, але стикається на своєму шляху з банальними матеріальними складнощами. Свобода виявляється лиш ілюзією, щоб вижити людині необхідно продавати себе. Нана стає повією…

## У ролях
- Анна Каріна — Нана Кляйнфранкенхайм
- Саді Реббот — Рауль
- Андре Лабарт — Поль
- Петер Касовітц — молодик
- Брайс Парен — філософ
- Гилэн Шлумбергер — Івет
- Моник Мессин — Елізабет